# SUPER J Hit's COUNTDOWN
『SUPER J Hit's COUNTDOWN』（スーパー・ジェイ・ヒッツ・カウントダウン）は、かつてCBCラジオで放送されていた音楽番組（現在は『若狭敬一のスポ音』が放送されている）。

## 概要
この番組はCDセールス等のポイントと、リスナーからのリクエストポイントを集計し週間チャートTOP30をカウントダウン形式で発表した。放送中チャートを発表しながらも3時30分まで随時受付をした（つまりそれまでの11-30位は「暫定チャート」だった）。番組前半は注目曲や競馬中継や、レポートドライバー、チュートリアルのロケコーナーを流し、受付を締め切った3時30以降は残り1時間で確定TOP10チャートを発表した。また、リクエスト曲を流している間に電話で回答者を募り、正解者に賞金5000円を送られるクイズコーナーを1時台・3時台の2回実施した。問題は流した曲・歌手に関するものを出題。
なお、大石アナは、当番組担当前にリクエスト番組K's UP（金曜日のみK's UP 100&1）を担当していた。

## エピソード
- チュートリアル自身が、ロケ機材をセッティングしていたが、スタッフのミスでもチュートリアルが責任を取らされていた。

## 放送期間
- 1998年4月～2000年9月末

13:00 - 16:30（野球中継時は短縮）

## 出演者
- 平野裕加里
- 大石邦彦(CBCアナウンサー)
- チュートリアル(ロケ担当)
  - 徳井義実
  - 福田充徳

| CBCラジオ 土曜日昼のワイド番組                   | CBCラジオ 土曜日昼のワイド番組 | CBCラジオ 土曜日昼のワイド番組 |
| 前番組                                           | 番組名                         | 次番組                         |
| ------------------------------------------------ | ------------------------------ | ------------------------------ |
| 多田しげおのまるっと土曜日Again （7:00 - 18:00） | SUPER J Hit's COUNTDOWN        | 土曜天国SUPER                  |